# Paulina Mongird

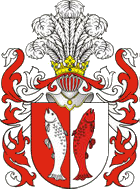
Herb Wadwicz

Paulina Mongird (po litewsku: Paulina Mongirdaitė, 1865 powiat Rosienie, Litwa – 5 listopada 1924 Połąga, Litwa) – pierwsza fotografka na Litwie.

## Życiorys
Urodzona w 1865 w rodzinie szlacheckiej na Litwie, w powiecie Rosieńskim, guberni Koweńskiej. Córka Mieczysława i Zofii Mongird (z domu Hryszkiewicz). Około 1885 rodzina Mongirdów z majątku Podrosienie przeniosła się do Połągi w guberni kurlandzkiej, gdzie za pieniądze ze sprzedaży majątku kupili działkę przy ówczesnej ulicy Memelskiej 7 z willą Tuchanowicze i domem.
Paulina Mongird była wykształconą szlachcianką (w latach 1880–1884 ukończyła żeńskie gimnazjum Henryki Czarnockiej w Warszawie), władającą kilkoma językami obcymi, uwielbiała rysować. Zainteresowana fotografią, skończyła kurs fotograficzny dla kobiet w Warszawie. Stamtąd sprzęt fotograficzny został sprowadzony do Połągi i około 1888 zaczęła robić pierwsze zdjęcia. W 1892 za zgodą generalnego gubernatora oficjalnie otworzyła studio fotograficzne w swoim niedużym domku mieszczącym się w pobliżu starej apteki w Połądze i prowadziła je do końca życia. Pierwsze zdjęcia oznaczała  „Fotografia P. Mongird Polangen” (w cyrylicy) lub "Wadwicz Mongird Polangen” (po polsku).
Paulina Mongird fotografowała Połągę, jej piękną przyrodę i wybrzeże Morza Bałtyckiego. Wczasowicze chętnie kupowali jej zdjęcia, które były publikowane również w prasie. Oprócz zdjęć Połągi, w latach 1912–1914 wydała m.in. pocztówki z rynkiem Kretyngi, przejściem granicznym w Kretyndze na granicy rosyjsko-niemieckiej.
Była pierwszą fotografką, która zawodowo fotografowała krajobraz i architekturę Połągi, Kretyngi, Gorżd (Gargždai), ale też codzienne życie i wypoczynek mieszkańców i wczasowiczów. Potrafiła uchwycić szczegóły ich ubrań, domostw, ale też tworzyła starannie komponowane portrety ludzi. W jej atelier, na tle malowanych morskich dekoracji, uwielbiali się fotografować letnicy przybywający do Połągi.
Twórczość Pauliny Mongird obejmuje m.in.:  album fotograficzny "Kretynga" z 49 własnoręcznie zrobionymi zdjęciami (1890, przechowywany w Bibliotece Wróblewskich Litewskiej Akademii Nauk), drukowane albumy litograficzne "M. Pauline. Polonga Bains de mer" (Łaźnie morskie Połąga, ok. 1892, Kolekcja Dainiaus Raupelis), "Polonga. Atelier de Pauline Mongird"  (Połąga. Atelier Pauliny Mongird, do 1912, Biblioteka Narodowa w Warszawie). Jej zdjęcia były często reprodukowane w publikacjach reklamowych o Połądze, w prasie litewskiej i polskiej oraz albumach o Litwie wydanych w Stanach Zjednoczonych i na Łotwie.
W latach 1899–1924 publikowała pocztówki z fasadami pałaców w Połądze, Kretyndze i Vaitkuškis, portrety wielkich książąt litewskich. Pierwsze pocztówki litografowane techniką kolorowej grafiki, później fotografie z elementami graficznymi, fotografię łączoną z rysunkiem.
Jej umiejętności docenił hrabia Tyszkiewicz, który zlecił jej fotografowanie członków rodziny i przygotowanie albumu ze zdjęciami pałaców w Połądze i Kretyndze.
W 1911 na wystawie fotograficznej we Lwowie zdobyła srebrny medal.
Zdjęcie wykonane przez Paulinę Mongird pod koniec XIX wieku "Birutė Hill w Połądze" (Góra Biruty w Połądze) znajduje się w zbiorach historycznych Biblioteki Uniwersyteckiej w Wilnie na płycie CD projektu UNESCO Pamięć Świata.

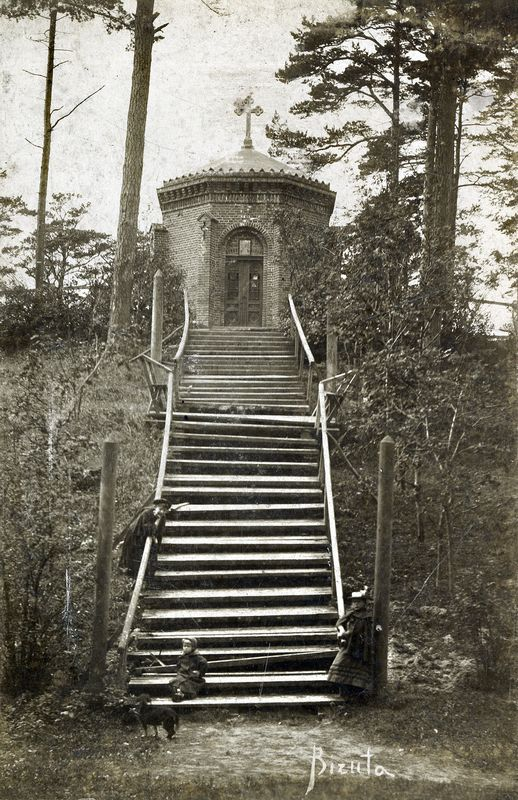
Birute hill

Na przełomie XIX i XX wieku jako kobieta zajmująca się zawodowo fotografią była wyjątkowym zjawiskiem. Pochłonięta pracą, aby wspomagać finansowo krewnych mieszkających z nią w Połądze (m.in. matkę, siostrę i dwie siostrzenice), nigdy nie wyszła za mąż i nie założyła rodziny. Jedna siostrzenica Janina Wrotnowska (z domu Walicka) opisała życie codzienne w Połądze w swoich pamiętnikach, których obszerne fragmenty znalazły się w książce "Pirmieji pajūrio fotografai: Paulina Mongirdaitė, Ignas Stropus" autorstwa Jolanty Klietkutė. Druga siostrzenica Nora (Eleonora) Bucewicz (z domu Walicka) jako literatka publikowała teksty m.in. w periodyku "Ziemia"  wydawanym przez Polskie Towarzystwo Krajoznawcze korzystając z fotografii "cioci Poli" (Pauliny Mongird).
Paulina Mongird zmarła 5 listopada 1924, pochowana została na starym cmentarzu w Połądze, obok kaplicy. Obecnie grób nie istnieje.
Pamięć o tej niezwykłej kobiecie odżyła na Litwie dzięki fotografce i pisarce Jolancie Klietkutė, której publikacje (w tym te internetowe) posłużyły do stworzenia tej notki. W Polsce pamięć o niej, mimo jej dorobku, jest praktycznie szczątkowa i sprowadza się do wystawy jej fotografii  w Sopocie w 2012 oraz kilku wzmianek w książce Małgorzaty Omilanowskiej "Nadbałtyckie Zakopane – Połąga w czasach Tyszkiewiczów".

## Współczesne wydarzenia
2012 / Polska. Sopot /Zdjęcia Pauliny Mongird zostały wystawione na wystawie w Muzeum Sopotu "Połąga Tyszkiewiczów. Kąpielisko bałtyckie na przełomie XIX i XX wieku."
2015 / Litwa. Kretynga / Książka wydana po litewsku "Pirmieji pajūrio fotografai: Paulina Mongirdaitė, Ignas Stropus" (Pierwsi nadmorscy fotografowie: Paulina Mongird, Ignas Stropus) autorstwa Jolanty Klietkutė
2017 / Litwa / Film dokumentalny (po litewsku) z serii "Vyrų šešėlyje:" (W cieniu mężczyzn:)  Paulina Mongirdaitė (Paulina Mongird) w reżyserii Justinas Lingys wyemitowny przez lokalną litewską telewizję ŠIAULIŲ TELEVIZIJA
2020 / Litwa / Film dokumentalny (po litewsku) z serii  "Pamiršti vardai fotografijoje:" (Zapomniane nazwiska w fotografii:)  Paulina Mongirdaitė ir Ignas Stropus" (Paulina Mongird i Ignas Stropus) w reżyserii Justinas Lingys wyemitowany przez litewską telewizję LRT (dostępny na kanale You Tube pod linkiem https://www.youtube.com/watch?v=Z3gAw163g74)